# 哥斯达黎加哥伦比亚航空
哥斯达黎加哥伦比亚航空，前称为Lacsa（西班牙语：Lineas Aéreas Costarricenses S.A.，哥斯达黎加航空），是哥斯达黎加的国家航空公司，总部设于圣荷西。哥斯达黎加哥伦比亚航空拥有超过35个位于北美，中美及南美洲的航点。该航空公司曾是中美洲航空集团的一个子公司，当时它又被称作LACSA或哥斯达黎加中美洲航空。2013年5月，中美洲航空集团被哥伦比亚航空收购，哥斯达黎加航空因此成为哥伦比亚航空旗下的品牌之一。

## 历史

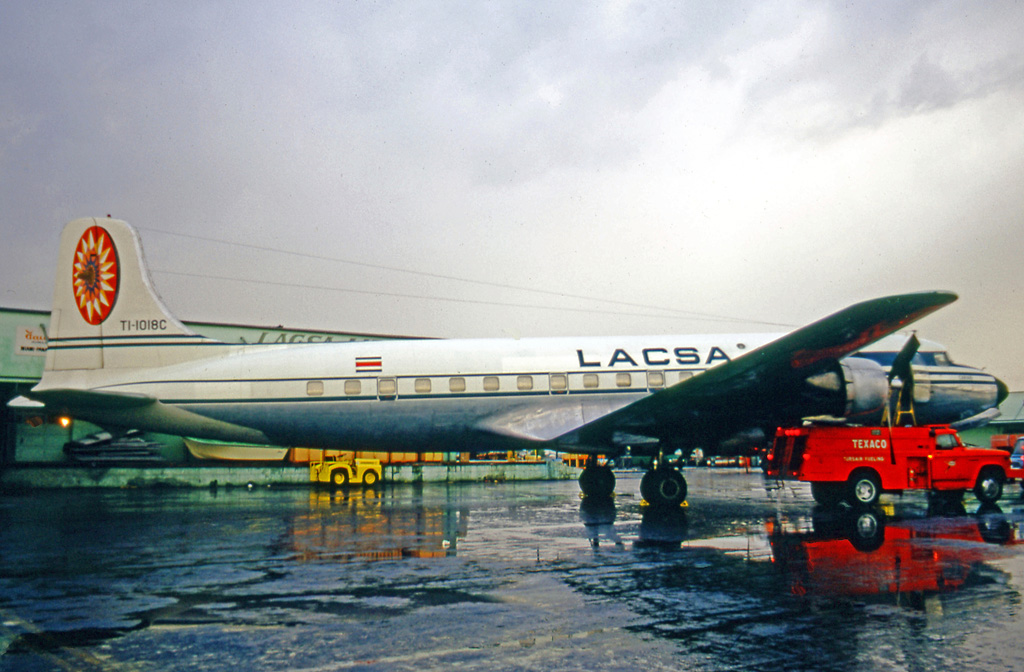
1971年，LACSA的一架道格拉斯DC-6B货机在迈阿密国际机场

泛美航空于1945年建立了哥斯达黎加航空，1946年6月1日，公司正式开始运营。1949年正式被指定为哥斯达黎加的国家航空公司。1959年9月，公司的国内航线业务转为其全资子公司珊莎航空运营。

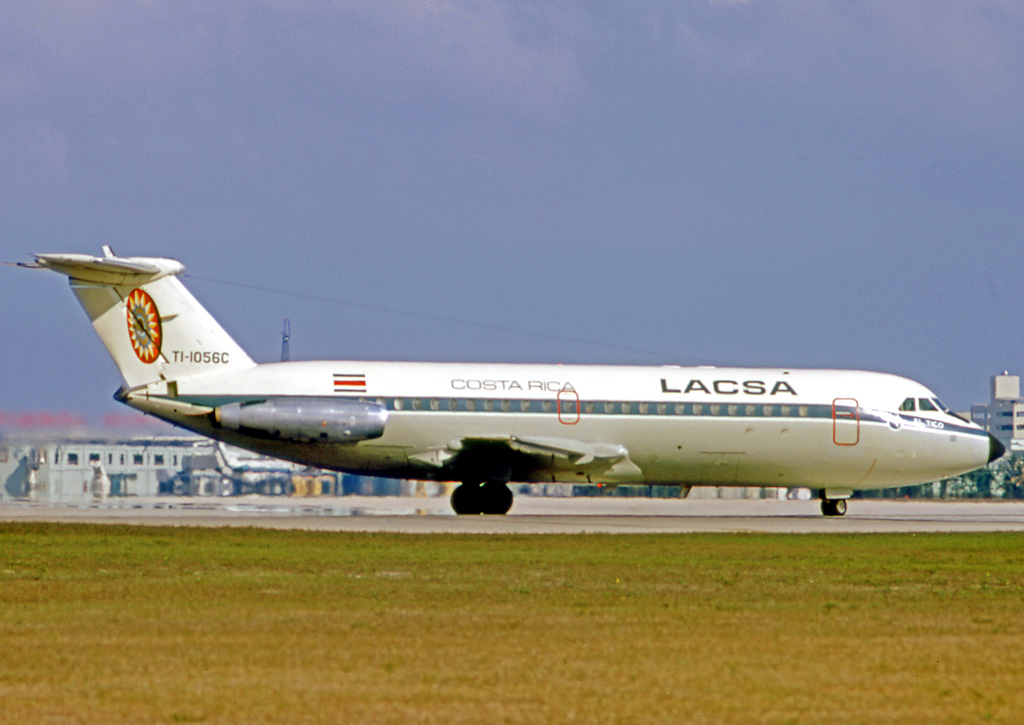
同是1971年，LACSA的BAC 1-11在迈阿密

1960年到1976年，哥斯达黎加航空曾在去往迈阿密国际机场的客货运航线上运营着道格拉斯DC-6B这种四活塞引擎飞机。公司在1967年4月引进了第一架BAC 1-11双引擎喷气式客机用于加勒比海地区的客运服务。
自1990年起，公司开始引进空中客车A320系列来汰换日渐老旧的机队。此时公司仍使用哥斯达黎加（即LACSA）航空的代码但以中美洲航空的品牌运营。2008年，公司开始使用中美洲航空集团的新LOGO。后随中美洲航空被哥伦比亚航空并购，LACSA并入哥伦比亚航空旗下，以哥伦比亚航空的品牌运营。

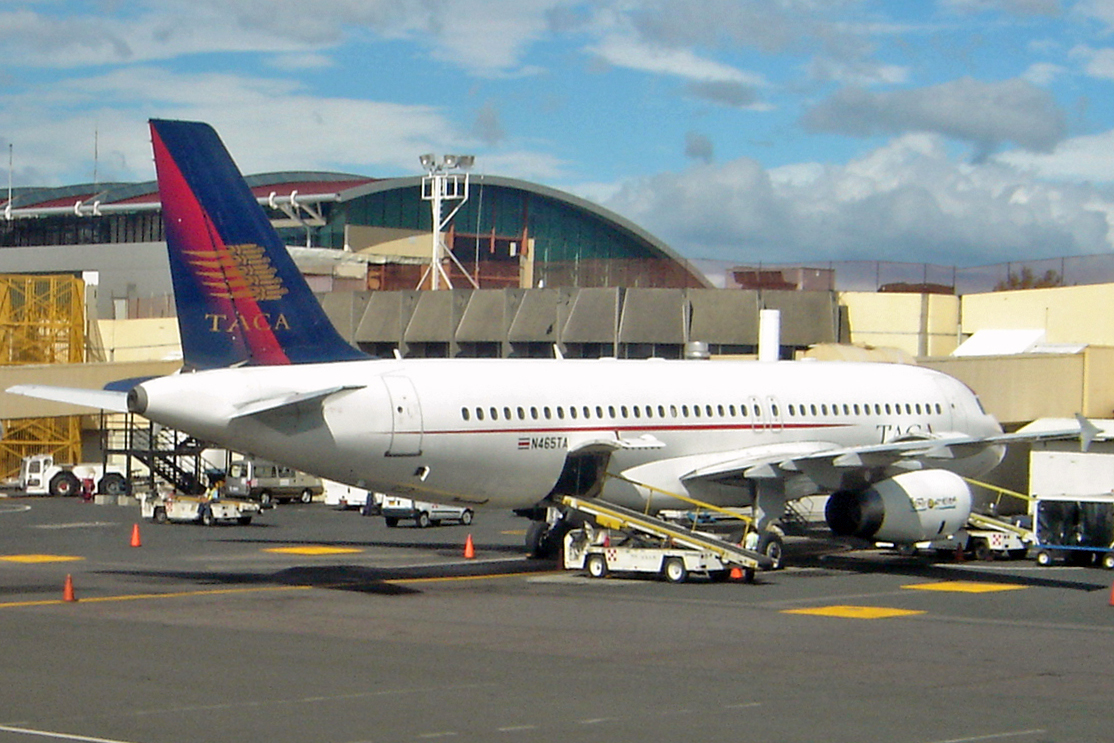
2005年，一架TACA/Lacsa的空中巴士A320-233在胡安·圣玛丽亚国际机场

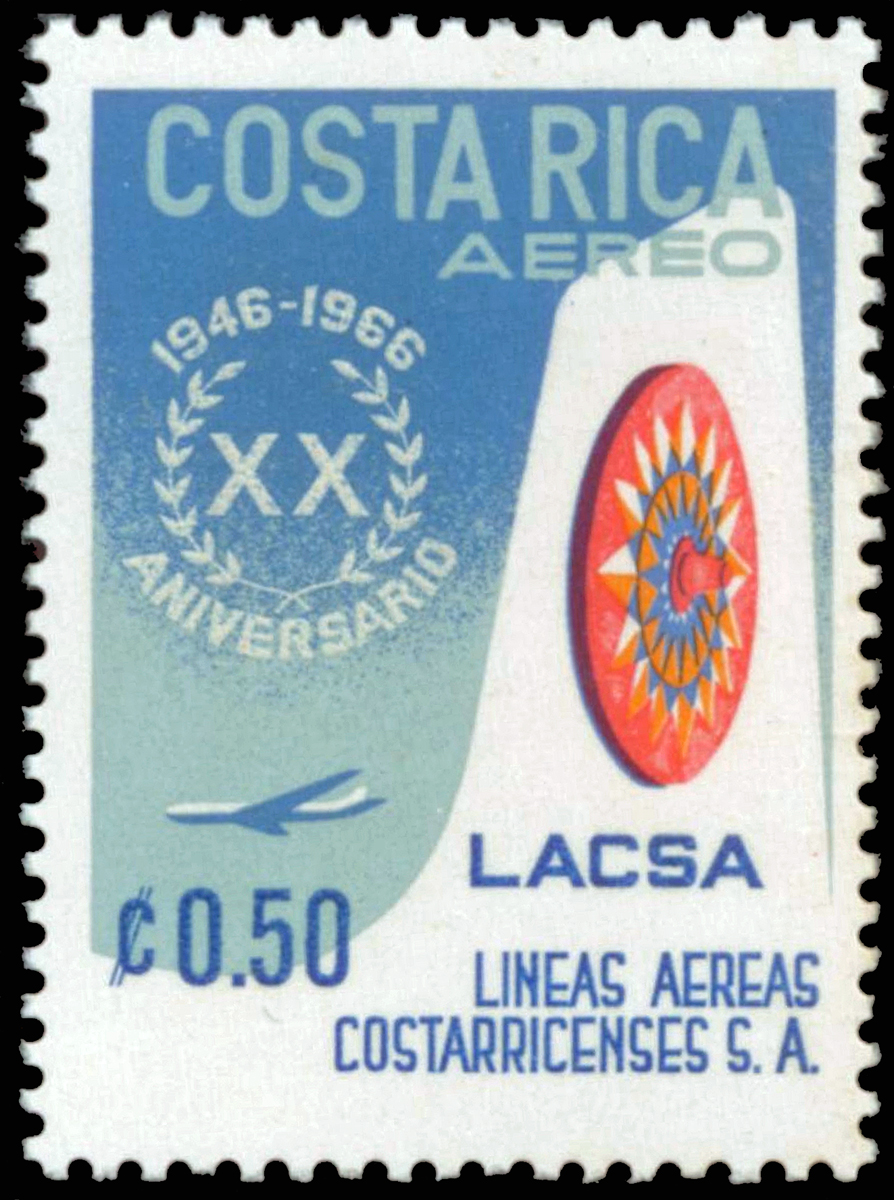
为纪念哥斯达黎加航空创立20周年（1946–1966）而发行的邮票。

## 目的地
哥斯达黎加哥伦比亚航空（也称LACSA/哥斯达黎加中美洲航空）在以下机场有着定期航班运营（截止2015年8月）：

### 哥斯达黎加
- 圣何塞 - 胡安·圣玛丽亚国际机场（基地）
- 戈尔菲托 - 戈尔菲托机场（英语：Golfito Airport）
- 拉福尔图纳 - 拉福尔图纳机场
- 利韦里亚 - 利韦里亚国际机场（英语：Daniel Oduber Quirós International Airport）
- 利蒙 - 利蒙国际机场（英语：Limón International Airport）
- 帕尔麻苏尔（英语：Palmar Sur） - 帕尔麻苏尔机场（英语：Palmar Sur Airport）
- 希门尼斯港 - 希门尼斯港机场
- 克波斯 - 马拿加机场（英语：Quepos La Managua Airport）
- 塔马林多 - 塔马林多机场（英语：Tamarindo Airport）
- 坦博尔 - 坦博尔机场（英语：Tambor Airport）
- 托尔图格罗（英语：Tortuguero, Costa Rica） - 托尔图格罗机场（英语：Tortuguero Airport）

1. ↑  本列表内包括部分子公司珊莎航空运营的航点

### 哥伦比亚
- 内格罗河 - 何塞·玛丽亚·科尔多瓦国际机场

### 危地马拉
- 危地马拉城 - 拉奥罗拉国际机场

### 墨西哥
- 墨西哥城 - 墨西哥城国际机场

### 尼加拉瓜
- 马那瓜 - 奥古斯托·塞萨尔·桑地诺国际机场

### 萨尔瓦多
- 圣萨尔瓦多 - 萨尔瓦多奥斯卡·阿努尔福·罗梅罗-伊-加尔达梅斯主教国际机场

### 巴拿马
- 巴拿马城 - 托库门国际机场

### 美国
- 洛杉矶 - 洛杉矶国际机场

## 机队
哥斯达黎加航空曾运营着从中美洲航空集团得到的空中巴士A320系列飞机。2008年，公司引进了新的E190。

### 已退役客机机队
- 比奇18（英语：Beech 18）（C-45）
- 波音727-200
- 波音737-200
- BAC 1-11 (包括标准型和加长的-500型)
- 康维尔CV-340
- 柯蒂斯C-46
- 道格拉斯DC-3
- 道格拉斯DC-6B
- 空中客车A321-200
- E190

#### 已退役货机机队
- 洛克希德L-188伊莱克拉（英语：Lockheed L-188）
- 道格拉斯DC-8

## 事故
- 1988年5月23日，公司一架注册号为TI-LRC的租赁的波音727-100在执飞圣何塞-马那瓜-迈阿密航线，从胡安·圣玛丽亚国际机场起飞时撞到了跑道尽头的栅栏后坠毁在了一条高速公路旁的田地里并燃起大火。此次事故造成了23人受伤，无人遇难。事故原因是飞机前部超重。

- 1998年11月11日，哥斯达黎加航空691号班机[12]在圣弗朗西斯科国际机场起飞时偏离了跑道。飞机最终在一片泥地中停下。该跑道在事故后立即关闭，造成大规模延误。机上122名乘客中无人受伤，事故的原因至今仍未确定。[13]